# Carinata recurvana
Carinata recurvana är en insektsart som beskrevs av Wang och Li 1998. Carinata recurvana ingår i släktet Carinata och familjen dvärgstritar. Inga underarter finns listade i Catalogue of Life.